# وحدة الوجود
الاتحادية أو الواحدية أو وحدة الوجود مذهب فلسفي يقول بأن الله والطبيعة حقيقة واحدة، وأن الله هو الوجود الحق، ويعتبرون الله صورة هذا العالم المخلوق، أما مجموع المظاهر المادية فهي تعلن عن وجود الله دون أن يكون لها وجود قائم بذاته. وهي فكرة قديمة أعاد إحيائها بعض المتصوفة من أمثال: ابن عربي، وابن الفارض وابن سبعين والتلمساني والذين تأثروا بالفلسفة الأفلاطونية المحدثة وفلسفة الرواقيين. ولقد نادى بوحدة الوجود بعض فلاسفة الغرب من أمثال سبينوزا وهيغيل.

## آراء
ويعتبر علماء أهل السنة والجماعة من يعتقد بوحدة الوجود أنه زنديق خارج من دين الإسلام.